# Rue des Michottes
La rue des Michottes est une voie située au sein de la commune de Nancy, dans le département de Meurthe-et-Moselle, en région Lorraine.

## Situation et accès

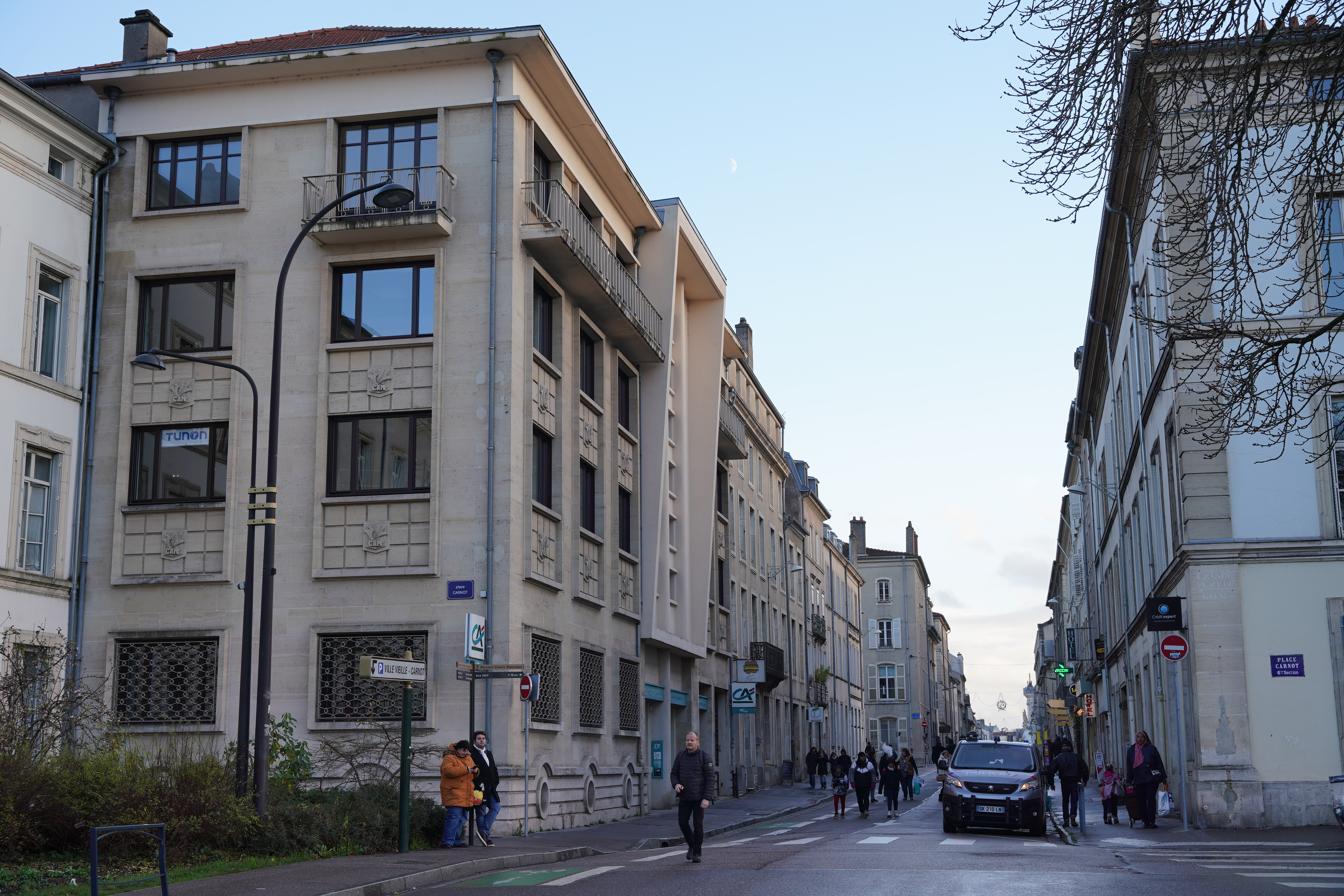
Le bâtiment à l'angle de la place Carnot.

La voie, d'une direction générale nord-sud, est placée au sein du centre historique de Nancy, et appartient administrativement au quartier Ville Vieille - Léopold.
Elle relie la rue Stanislas à l'extrémité sud-est de la place Carnot. La rue des Michottes prolonge au nord la rue de la Visitation et ne possède pas d'intersection avec d'autres voies.
La chaussée routière, comportant deux voies à sens unique de direction sud-nord, est bordée de places de stationnement.
La rue des Michottes est desservie par la ligne 1 du tramway du réseau STAN, via la station « Point-Central », sise à environ 200 mètres. Les lignes de bus 2, 4, 5, 6, 8 et 9 possèdent également un arrêt à proximité de la rue.

## Origine du nom

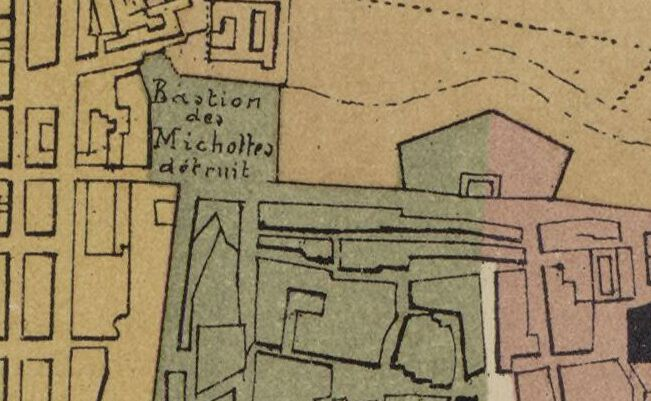
Sur un plan des paroisses de Nancy avant 1791.

Ainsi nommée à cause du bastion des Michottes, qui portait, sculptées sur ses murailles, des michottes ou petites miches de pain, en mémoire de la michotte de pain octroyée à chaque ouvrier comme salaire quotidien, lors de la construction de ces fortifications.

## Historique

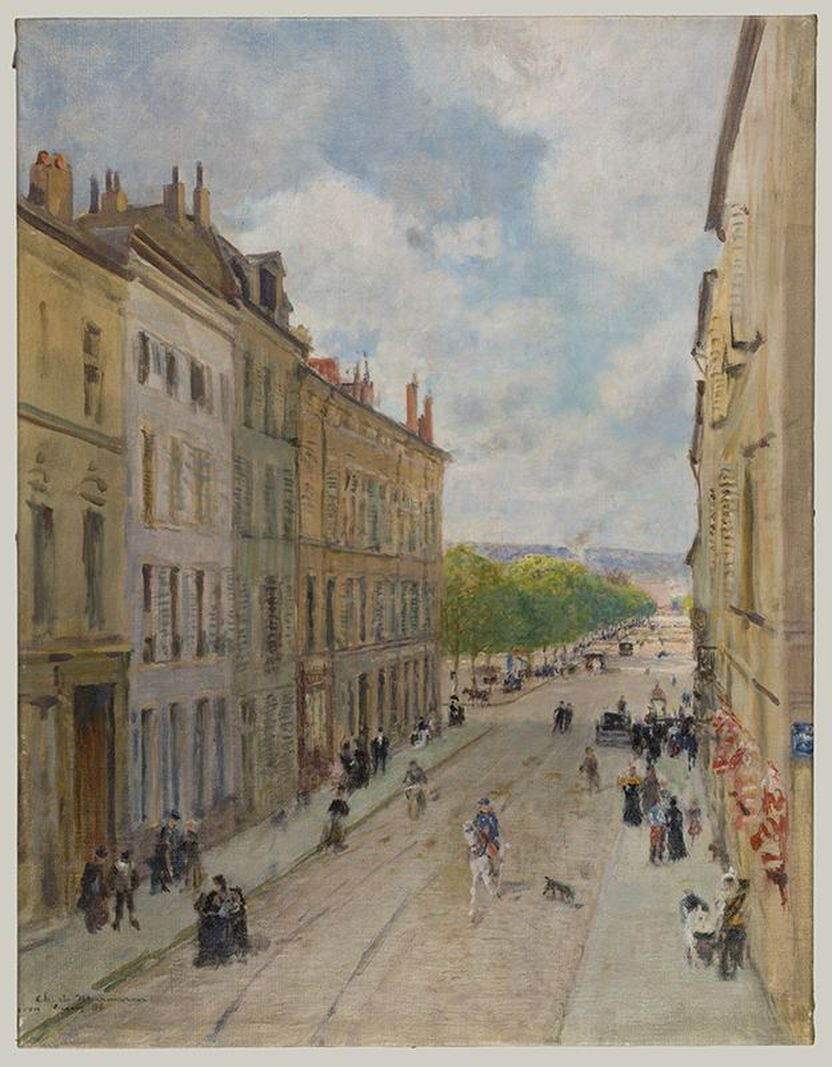
Peinture de Charles de Meixmoron représentant la rue des Michottes en 1896. Musée des Beaux-arts de Nancy

Cette rue a été créée en 1768 sur l'emplacement du bastion des Michottes sous le nom de « rue de la Michotte » avant de prendre les noms de « rue des Michottes » , « nouvelle rue de la Visitation » en 1786, « rue Charlemont » en 1793 et « rue des Michottes » depuis 1795.